# 小谷幸弘
小谷 幸弘（こたに ゆきひろ、1985年9月25日 - ）は、大阪府出身の日本の俳優。
子役として芸能界デビューし、ドラマや映画などに出演。1999年から2003年にかけて放送された『キッズ・ウォー』シリーズでは、スペシャル回も含む全ての出演作で今井家の長男・健一役を演じた。
堀越高等学校卒業。エヌ・エー・シーの系列事務所であるセグンドソルに所属していた。

## 出演

### 舞台
- 北大路欣也特別公演（劇場・飛天、1995年11月）
- 赤ひげ（前進座、1996年11月）
- 細川たかし特別公演（劇場・飛天、1998年10月）

### テレビドラマ
- 連続テレビ小説 ふたりっ子（NHK大阪放送局）
- 暴れん坊将軍VIII（テレビ朝日） - 三次 役
- 連続テレビ小説 甘辛しゃん（NHK大阪放送局）
- 戦友（TBS、1997年11月24日） - 橋本浩司 役
- 少年・15歳（テレビ朝日、1998年4月7日） - 秋田祐太 役
- びんぼう同心御用帳（テレビ朝日、1998年） - 貞 役
- 連続テレビ小説 すずらん（NHK、1999年） - 二宮勇介 役
- キッズ・ウォーシリーズ（中部日本放送、1999年 - 2003年） - 今井健一 役
- 水戸黄門 第28部 第5話（TBS、2000年4月10日） - 松吉 役
- TBS特別企画 私だってキレるわよ！（TBS、2001年3月5日）
- 海図のない旅（NHK、2002年1月 - 2月） - 浅見了 役
- 強行犯捜査第七係（NHK、2002年6月29日） - 野村治幸 役
- 天罰屋くれない 闇の始末帖（テレビ朝日、2003年）
- その時歴史が動いた「白虎隊 自刃への三十六時間 〜生存隊士の手記が語る悲劇の真相〜」（NHK大阪放送局、2003年10月29日） - 酒井峰治 役
- 大化改新（NHK大阪放送局、2005年1月1日・2日） - 佐伯子麻呂 役
- ドラマ30 新・いのちの現場から2（毎日放送、2006年） - 柴田大輔 役
- 白虎隊（テレビ朝日、2007年1月6日・7日） - 林八十治 役
- 僕と彼女の間の北緯38度線（関西テレビ、2007年3月31日） - まさき 役
- 警視庁捜査一課9係 Season3 第6話（テレビ朝日、2008年5月21日） - 重野 役
- 中学生日記「真夜中の中2たち」（NHK名古屋放送局、2009年2月21日）
- 相棒 Season8 第16話（2010年2月17日） - 心理学科生徒・山下 役
- 仮面ライダーW 第41話・第42話（テレビ朝日、2010年7月4日・11日） - 武田智 役
- 科捜研の女 第10シリーズ 第5話（テレビ朝日、2010年8月12日） - 直島司 役
- フェイク 京都美術事件絵巻 第6話（NHK大阪放送局、2011年2月8日）
- やさしい花（NHK大阪放送局、2011年9月6日） - 三宅 役
- もしも明日…「我が子に虐待を始めたら」（NHK、2011年9月24日）
- 京都地検の女 第8シリーズ 第5話（テレビ朝日、2012年8月16日） - 小田嶋剛 役

### ラジオドラマ
- 青春アドベンチャー「電気女護島」（NHK大阪放送局/NHK-FM、1998年） - ヨージの少年時代 役
- ミステリーキッス（Kiss-FM KOBE）

### ネット配信ドラマ
- キミのミカタ 第2週（ケイ・オプティコム/eonet.jp 配信[2]、2006年） - 及川健二 役

### 映画
- バトル・ロワイアル（東映、2000年） - 国信慶時 役
- 男たちの大和/YAMATO（東映、2005年） - 塚口特年兵 役

### オリジナルビデオ
- 希望の春（大阪府教育委員会/東映、2000年） - 伊東隆志 役
- 老いてこそ我が道をゆく みたらし団子（大阪府教育委員会/電通関西支社、2003年） - 浅井周平 役

### ビデオパッケージ
- はったばらダム（国土交通省中国地方整備局） - 主演
- 土佐町ハイビジョン - 主演
- 近江米 - 主演

### テレビCM
- 全家研ポピー（全日本家庭教育研究会/新学社）
- 金ちゃん焼そば（徳島製粉）
- サムライスピリッツ（SNK）
- パネルカーペット（東リ）
- 紳士服のはるやま（はるやま商事）
- 国際まんが博
- 中央出版
- バーモントカレー（ハウス食品）
- ダイワハウス
- レオマワールド

### ラジオCM
- かんぽ生命保険
- シマノ